# Frederick G. Charrosin
Frederick G. Charrosin död 1976, engelsk kompositör.

## Filmmusik i urval
- 1957 - Klarar Bananen Biffen?
- 1957 - Johan på Snippen tar hem spelet
- 1957 - Aldrig i livet
- 1953 - Marianne